# Elecciones municipales de Andahuaylas de 1989
Las elecciones municipales de Andahuaylas de 1989 se llevaron a cabo el 12 de noviembre de 1989 para elegir al alcalde y al Concejo Provincial de Andahuaylas para el periodo 1990-1992. La elección se celebró simultáneamente con elecciones municipales en todo el país.

## Sistema electoral
La Municipalidad Provincial de Andahuaylas es el órgano administrativo y de gobierno de la provincia de Andahuaylas. Está compuesta por el alcalde y el Concejo Provincial.
La votación del alcalde y el concejo se realiza en base al sufragio universal, que comprende a todos los ciudadanos nacionales mayores de dieciocho años, empadronados y residentes en la provincia de Andahuaylas y en pleno goce de sus derechos políticos, así como a los ciudadanos no nacionales residentes y empadronados en la provincia de Andahuaylas.
El Concejo Provincial de Andahuaylas está compuesto por 19 regidores elegidos por sufragio directo para un período de tres (3) años, en forma conjunta con la elección del alcalde (quien lo preside). La votación es por lista cerrada y bloqueada. Se asigna a la lista ganadora los escaños según el método d'Hondt o la mitad más uno, lo que más le favorezca.

## Composición del Concejo Provincial de Andahuaylas
La siguiente tabla muestra la composición del Concejo Provincial de Andahuaylas antes de las elecciones.
| Partidos | Partidos                 | Regidores |
| -------- | ------------------------ | --------- |
|          | Partido Aprista Peruano  | 12        |
|          | Izquierda Unida          | 6         |
|          | Lista Independiente N° 3 | 1         |

## Partidos y candidatos
A continuación se muestra una lista de los principales partidos y alianzas electorales que participaron en las elecciones:
| Candidatura | Candidatura | Partidos y alianzas | Candidatos | Candidatos               | Ideología                                                        | Resultado previo | Resultado previo | Ref. |
| Candidatura | Candidatura | Partidos y alianzas | Candidatos | Candidatos               | Ideología                                                        | Votos (%)        | Reg.             | Ref. |
| ----------- | ----------- | --- | ---------- | ------------------------ | ---------------------------------------------------------------- | ---------------- | ---------------- | ---- |
|             | APRA        | Lista - Partido Aprista Peruano (APRA) |            | Héctor del Pozo Alarcón  | Aprismo                                                          | 57.90%           | 12               |      |
|             | IU          | Lista - Izquierda Unida (IU) – Unión de Izquierda Revolucionaria (UNIR) – Partido Unificado Mariateguista (PUM) – Partido Comunista Peruano (PCP) – Frente Obrero Campesino Estudiantil y Popular (FOCEP) |            | José Medina Espinoza     | Marxismo-leninismo Mariateguismo Socialismo democrático          | 33.44%           | 6                |      |
|             | ASI         | Lista - Acuerdo Socialista de Izquierda (ASI) – Partido Socialista Revolucionario (PSR) – Partido Comunista Revolucionario (PCR) – Movimiento Socialista Peruano (MSP)                                    |            | Óscar Gonzales Valdivia  | Mariateguismo Socialismo democrático                             | 33.44%           | 6                |      |
|             | FREDEMO     | Lista - Frente Democrático (FREDEMO) – Acción Popular (AP) – Movimiento Libertad (Libertad) – Partido Popular Cristiano (PPC)                                                                             |            | Camilo Abuhadba Abedrado | Liberalismo económico Humanismo cristiano Conservadurismo social | Nuevo            | Nuevo            |      |

## Resultados

### Sumario general
|                        |                                       |              |              |              |           |           |
| Partidos y coaliciones | Partidos y coaliciones                | Voto popular | Voto popular | Voto popular | Regidores | Regidores |
| Partidos y coaliciones | Partidos y coaliciones                | Votos        | %            | ±pp          | Total     | +/−       |
|                        | Izquierda Unida (IU)                  | 7,591        | 44.20        | +10.76       | 11        | +5        |
|                        | Frente Democrático (FREDEMO)          | 6,816        | 39.69        | Nuevo        | 6         | +6        |
|                        | Partido Aprista Peruano (APRA)        | 2,156        | 12.55        | –45.35       | 2         | –10       |
|                        | Acuerdo Socialista de Izquierda (ASI) | 612          | 3.56         | Nuevo        | 0         | ±0        |
|                        |                                       |              |              |              |           |           |
| Total                  | Total                                 | 17,175       |              |              | 19        | ±0        |
|                        |                                       |              |              |              |           |           |
| Votos válidos          | Votos válidos                         | 17,175       | 50.46        | –2.08        |           |           |
| Votos en blanco        | Votos en blanco                       | 5,182        | 15.22        | +2.99        |           |           |
| Votos nulos            | Votos nulos                           | 11,683       | 34.32        | –0.90        |           |           |
| Votos emitidos         | Votos emitidos                        | 34,040       | 66.98        | –6.73        |           |           |
| Abstenciones           | Abstenciones                          | 16,783       | 33.02        | +6.73        |           |           |
| Votantes registrados   | Votantes registrados                  | 50,823       |              |              |           |           |
|                        |                                       |              |              |              |           |           |
| Fuente:                |                                       |              |              |              |           |           |

## Elecciones municipales distritales

### Resultados por distrito
La siguiente tabla enumera el control de los distritos de la provincia de Andahuaylas. El cambio de mando de una organización política se resalta del color de ese partido.
| Distrito              | Alcalde(sa) titular         | Partido político | Partido político        | Alcalde(sa) electo(a)         | Partido político | Partido político        |
| --------------------- | --------------------------- | ---------------- | ----------------------- | ----------------------------- | ---------------- | ----------------------- |
| Andarapa              | Julián Limachi Jara         |                  | Partido Aprista Peruano | Faustino Sánchez Damiano      |                  | Izquierda Unida         |
| Chiara                | Marcial Alvites Chipana     |                  | Partido Aprista Peruano | Guzmán Chipana Carrasco       |                  | Izquierda Unida         |
| Huancarama            | Claudio Palomino Meléndez   |                  | Izquierda Unida         | Claudio Palomino Meléndez     |                  | Izquierda Unida         |
| Huancaray             | Efraín Rojas Quino          |                  | Partido Aprista Peruano | Alberto Guizado Céspedes      |                  | Izquierda Unida         |
| Huayana               | Víctor Navarro Ccoicca      |                  | Partido Aprista Peruano | Anaclo Urpe Cáceres           |                  | Izquierda Unida         |
| Kishuará              | Grimaldo Miranda Carrión    |                  | Partido Aprista Peruano | Demetrio Pichihua Oyola       |                  | Frente Democrático      |
| Pacobamba             | Artemio Palomino Sánchez    |                  | Partido Aprista Peruano | Nicanor Laupa Vera            |                  | Izquierda Unida         |
| Pacucha               | Emiliano Urrutia Guizado    |                  | Partido Aprista Peruano | Óscar Franco Navarro          |                  | Izquierda Unida         |
| Pampachiri            | Edgar Hernández Centeno     |                  | Izquierda Unida         | Luciano Apaza Apaza           |                  | Frente Democrático      |
| Pomacocha             | Remigio Antay Huayhuas      |                  | Partido Aprista Peruano | Remigio Antay Huayhuas        |                  | Partido Aprista Peruano |
| San Antonio de Cachi  | Efraín Cabezas Martínez     |                  | Partido Aprista Peruano | Hermenegildo Cabezas Martínez |                  | Izquierda Unida         |
| San Jerónimo          | Glicerio Reynaga Altamirano |                  | Partido Aprista Peruano | Tadeo Reynaga Ascue           |                  | Izquierda Unida         |
| Santa María de Chicmo | Víctor Guizado Talavera     |                  | Izquierda Unida         | Pedro Obregón Zarzo           |                  | Izquierda Unida         |
| Talavera              | Félix Campos Ortiz          |                  | Partido Aprista Peruano | Antonio León Zapata           |                  | Izquierda Unida         |
| Tumay Huaraca         | Pío Salazar Quispe          |                  | Partido Aprista Peruano | Ciro Gonzales Huamaní         |                  | Frente Democrático      |
| Turpo                 | Antonio Quispe Huamán       |                  | Partido Aprista Peruano | Modesto Quispe Alhuay         |                  | Frente Democrático      |